# Jeleny
Jeleny (Russisch: Елены) is een Russisch onbewoond eiland in de Baai van Peter de Grote in de Japanse Zee. Het bevindt zich op ongeveer 6,5 kilometer ten zuiden van het centrum van de stad Vladivostok.
Aan de zuidzijde grenst het aan de Novikbaai, in het westen aan de Amoerbaai, in het noorden en noordoosten aan de Oostelijke Bosporus en in het oosten wordt het gescheiden van het veel grotere eiland Roesski door een nauw kanaal. Bestuurlijk gezien vormt het onderdeel van de stad Vladivostok. Het eiland heeft een oppervlakte van ongeveer 144 hectare en steekt tot 99 meter boven de zee uit.
Jeleny was oorspronkelijk onderdeel van Roesski tot in 1898 een smal kanaal gegraven werd in het laagland tussen de Oostelijke Bosporus en de Novikbaai, waardoor Jeleny los kwam te liggen van het schiereiland Sapjorny van het eiland Roesski.
De naam van het eiland verwijst naar deze van de dochter Jelena van de baksteenfabrikant die toentertijd op het eiland actief was, en waarvan de ruïnes nog zichtbaar zijn.
Van 1930 tot 1986 bevond zich een legeronderdeel van de radiotechnische dienst op het eiland. Tot 1996 bleef de toegang tot het eiland beperkt. Momenteel is het eiland onbewoond, maar wordt elk jaar wel bezocht door recreanten en toeristen in de zomer.